# فلاویان میشلینی
فلاویان میشلینی (انگلیسی: Flavien Michelini؛ زادهٔ ۲۰ ژوئیهٔ ۱۹۸۶) بازیکن فوتبال اهل فرانسه است.
از باشگاه‌هایی که در آن بازی کرده‌است می‌توان به باشگاه فوتبال راتچابوری و باشگاه فوتبال بی جی پاتوم یونایتد اشاره کرد.